# Окунево (Челябинская область)
Окунево — деревня в Октябрьском районе Челябинской области России. Входит в состав Кочердыкского сельского поселения.

## География
Деревня находится на востоке Челябинской области, в лесостепной зоне, на южном берегу озера Солёное, на расстоянии примерно 34 километров (по прямой) к северо-востоку от села Октябрьское, административного центра района. Абсолютная высота — 176 метров над уровнем моря. В окрестностях расположено несколько небольших озёр (Гаглинское, Горькое, Песчаное и др.).

## Население
| 2002 | 2010 |
| ---- | ---- |
| 156  | ↘60  |

Гендерный состав
По данным Всероссийской переписи населения 2010 года в гендерной структуре населения мужчины составляли 46,7 %, женщины — соответственно 53,3 %.
Национальный состав
Согласно результатам переписи 2002 года, в национальной структуре населения русские составляли 84 %.

## Улицы
Уличная сеть деревни состоит из двух улиц.